# Goneccalypsis montanus
Goneccalypsis montanus là một loài ruồi trong họ Asilidae. Goneccalypsis montanus được Londt miêu tả năm 1982. Loài này phân bố ở vùng nhiệt đới châu Phi.